# Зеледеево (станция)
Зеледеево — железнодорожная станция Красноярского региона Красноярской железной дороги на Транссибирской магистрали.
Железнодорожная станция расположена в одноимённом посёлке Емельяновского района Красноярского края. Находится в 4026 километре от Москвы и в 56 километрах к востоку от станции Красноярск-Пассажирский.
Станция имеет две боковые платформы. С южной стороны от железнодорожных путей расположено здание вокзала и водонапорная башня.